# Feliceni, Harghita
Feliceni (în maghiară Felsőboldogfalva) este satul de reședință al comunei cu același nume din județul Harghita, Transilvania, România.

## Monumente
- Biserica reformată din Feliceni

## Imagini

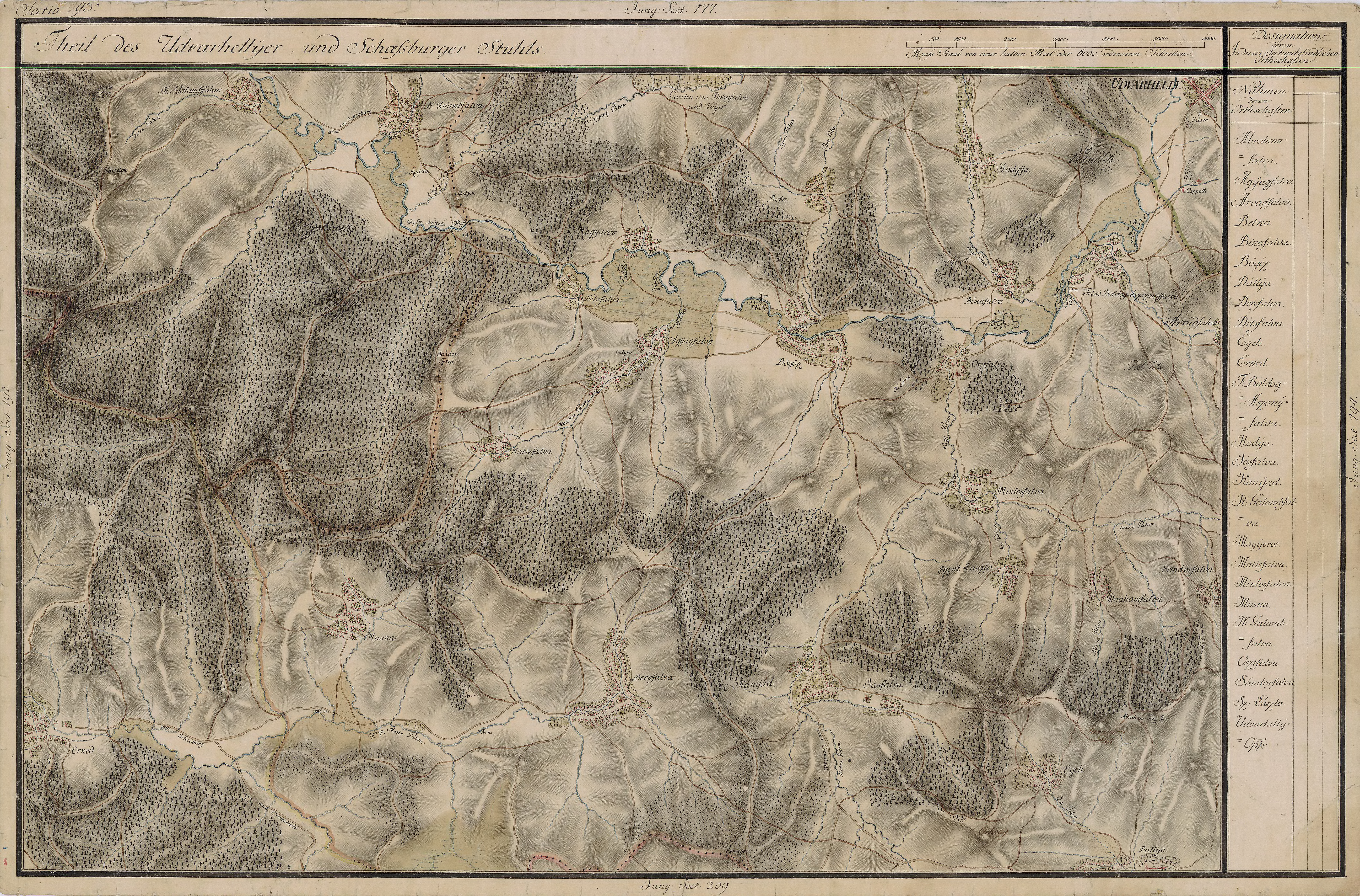
Feliceni în Harta Iosefină a Transilvaniei, 1769-1773
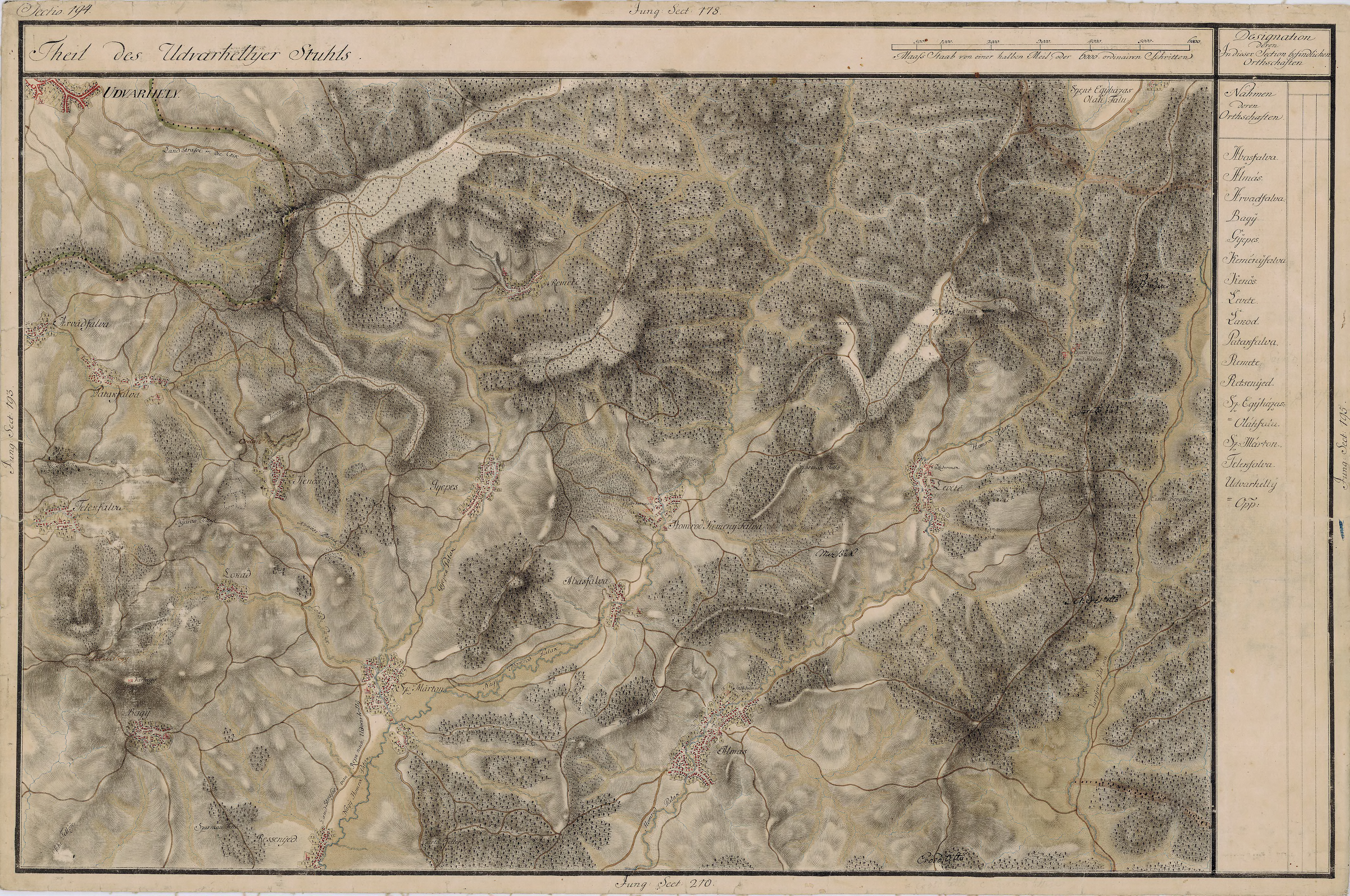
Feliceni în Harta Iosefină a Transilvaniei, 1769-1773
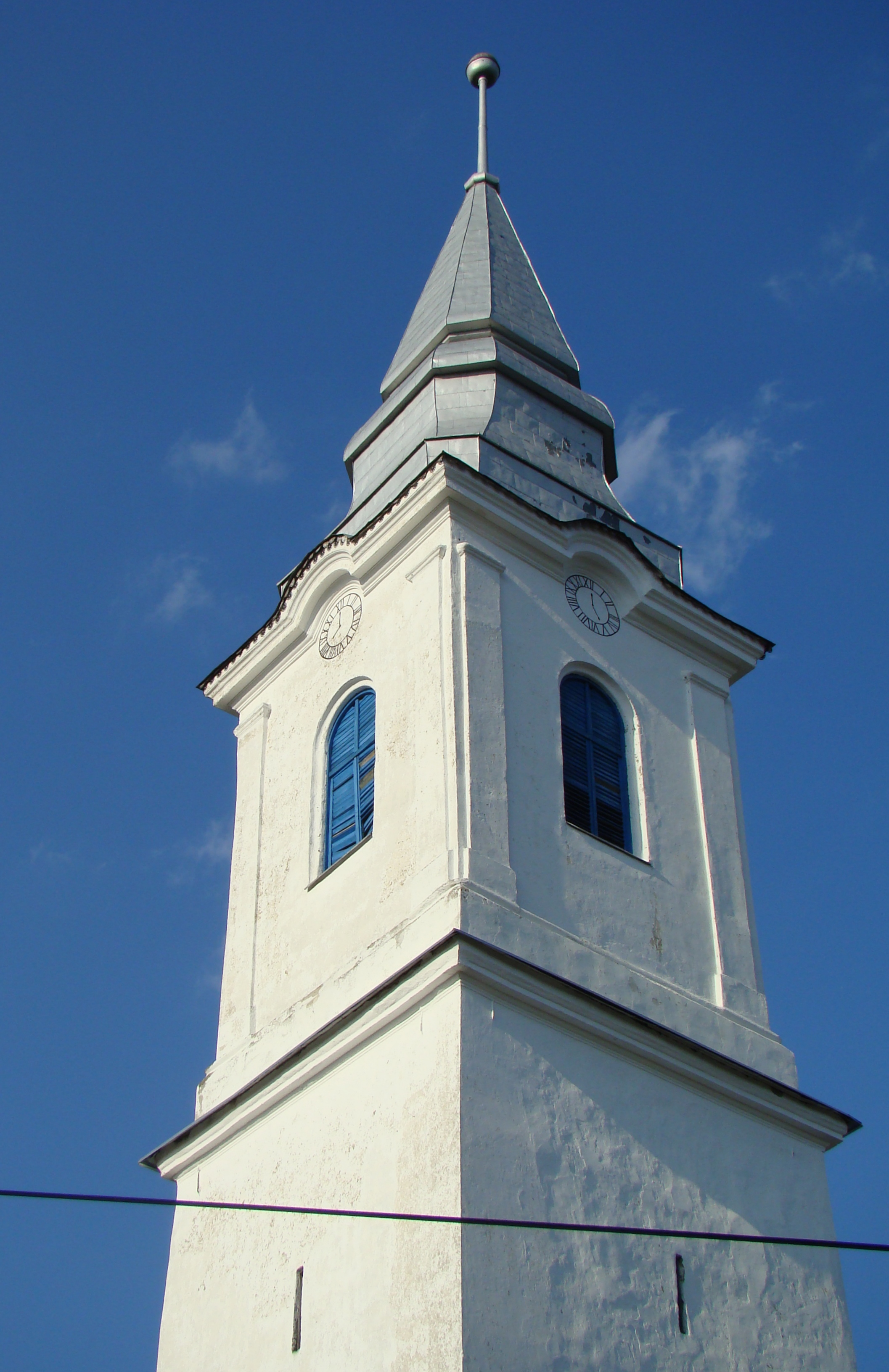
Turnul bisericii reformate
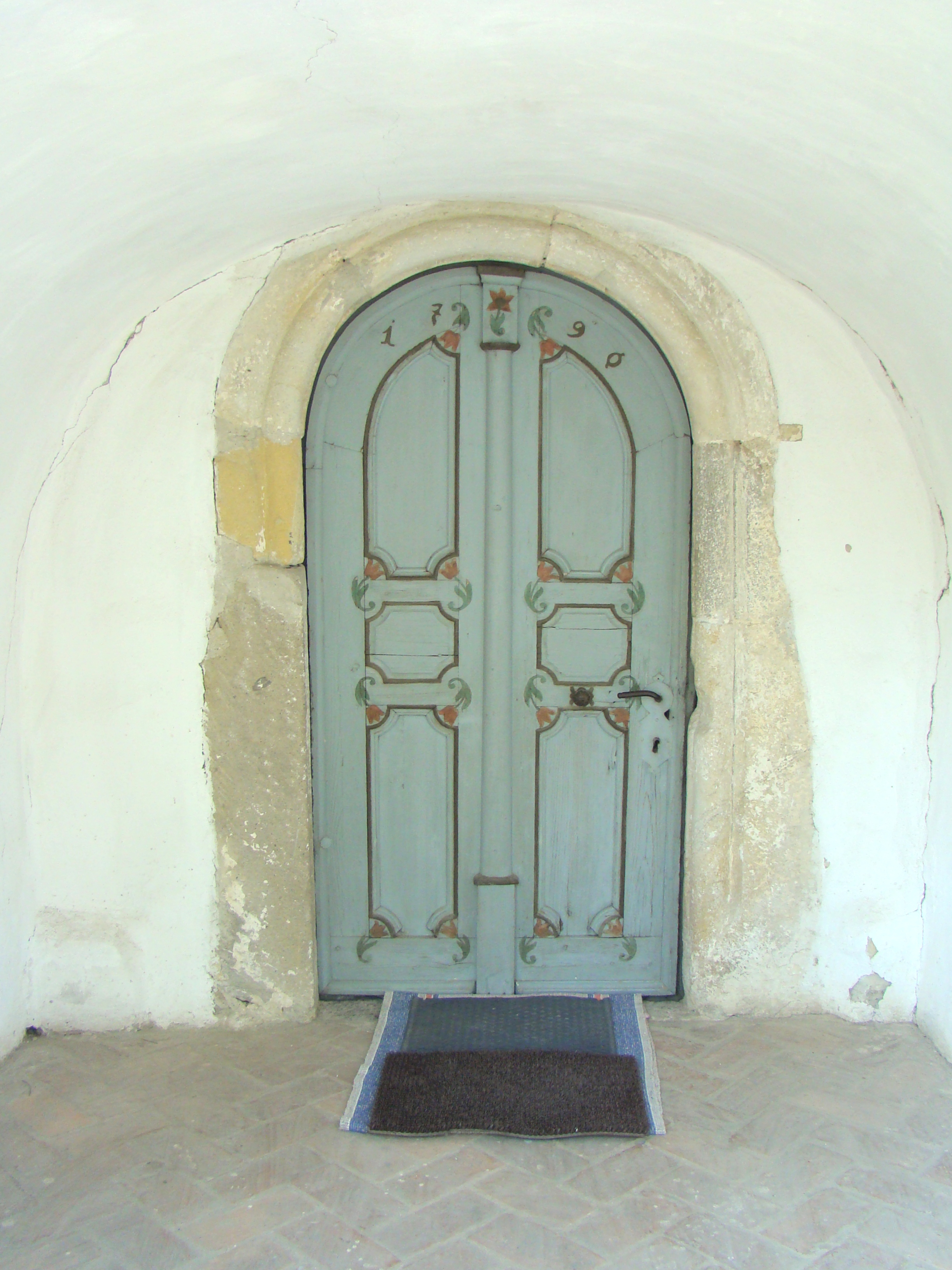
Ancadramentul intrării
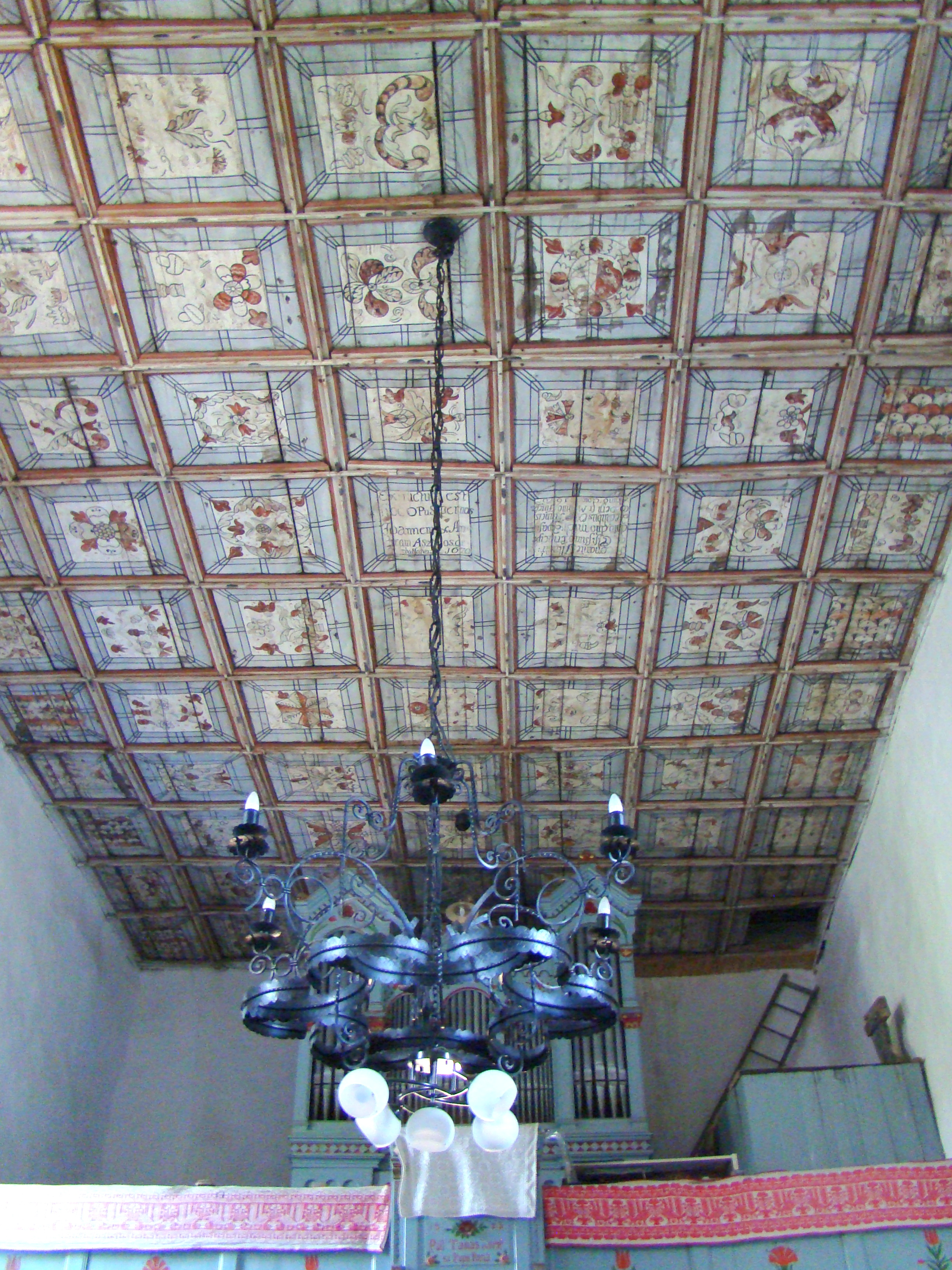
Biserica reformată: tavanul casetat
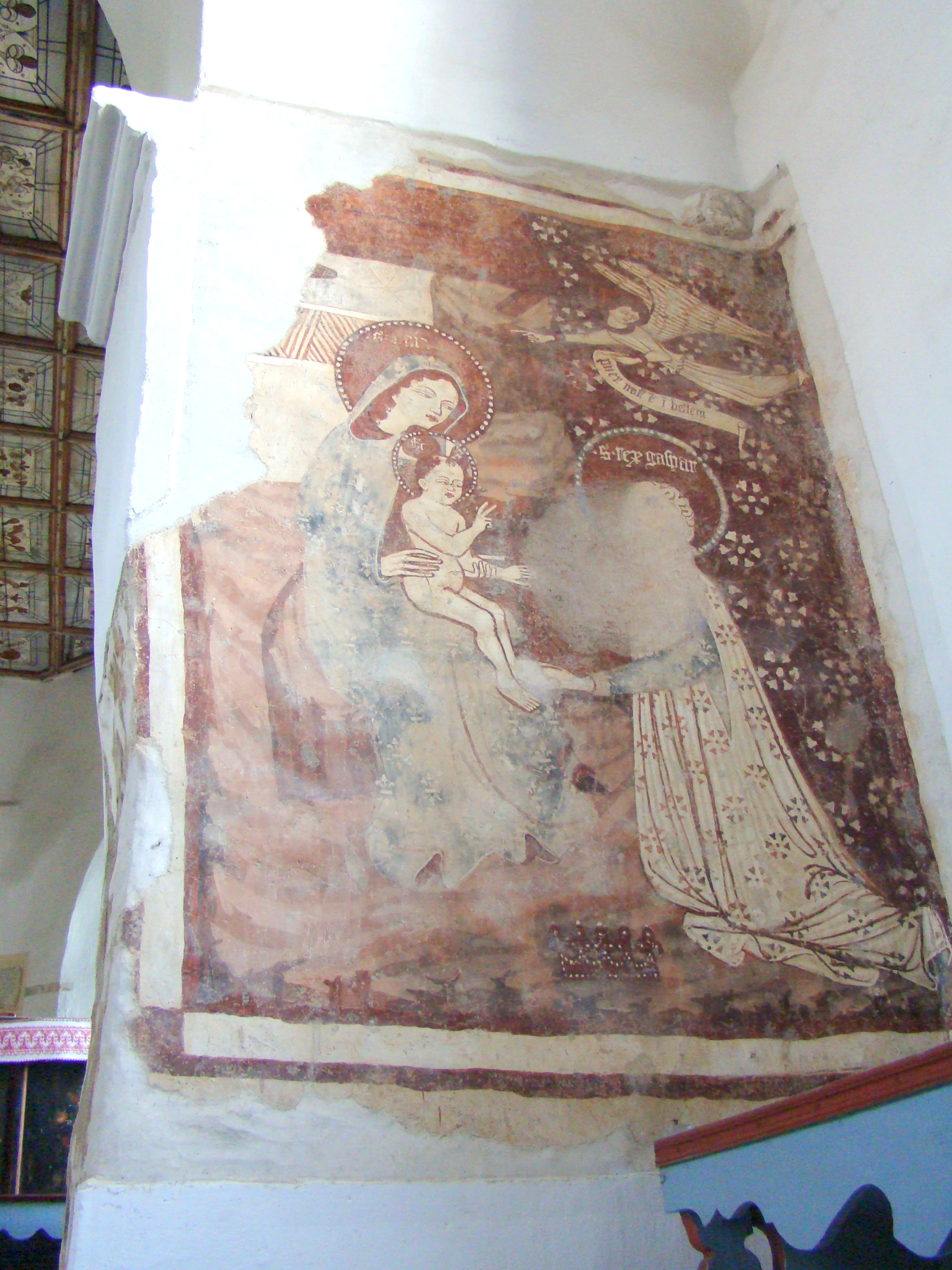
Biserica reformată: fragment de frescă decapat de sub tencuială
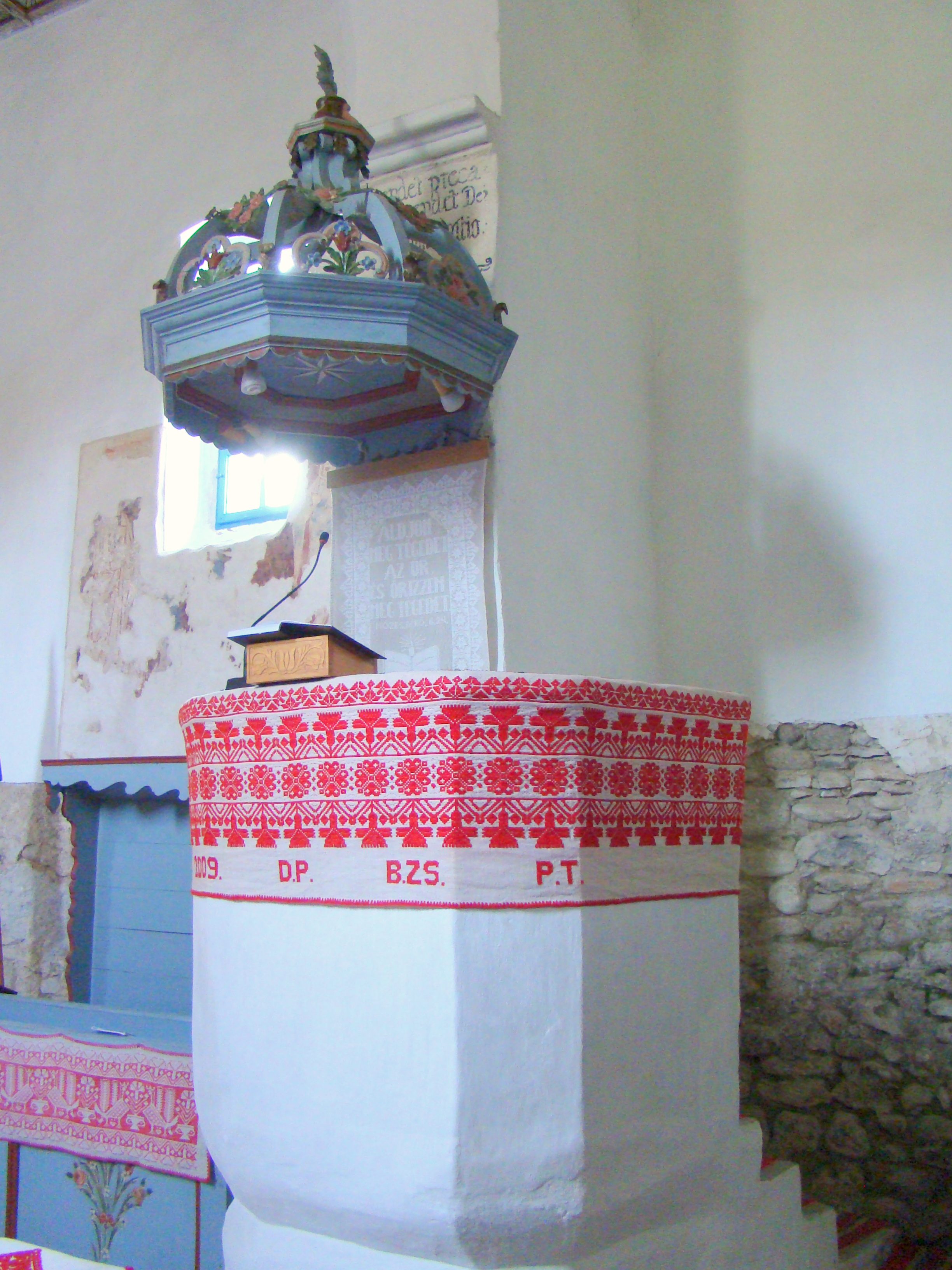
Biserica reformată: amvonul
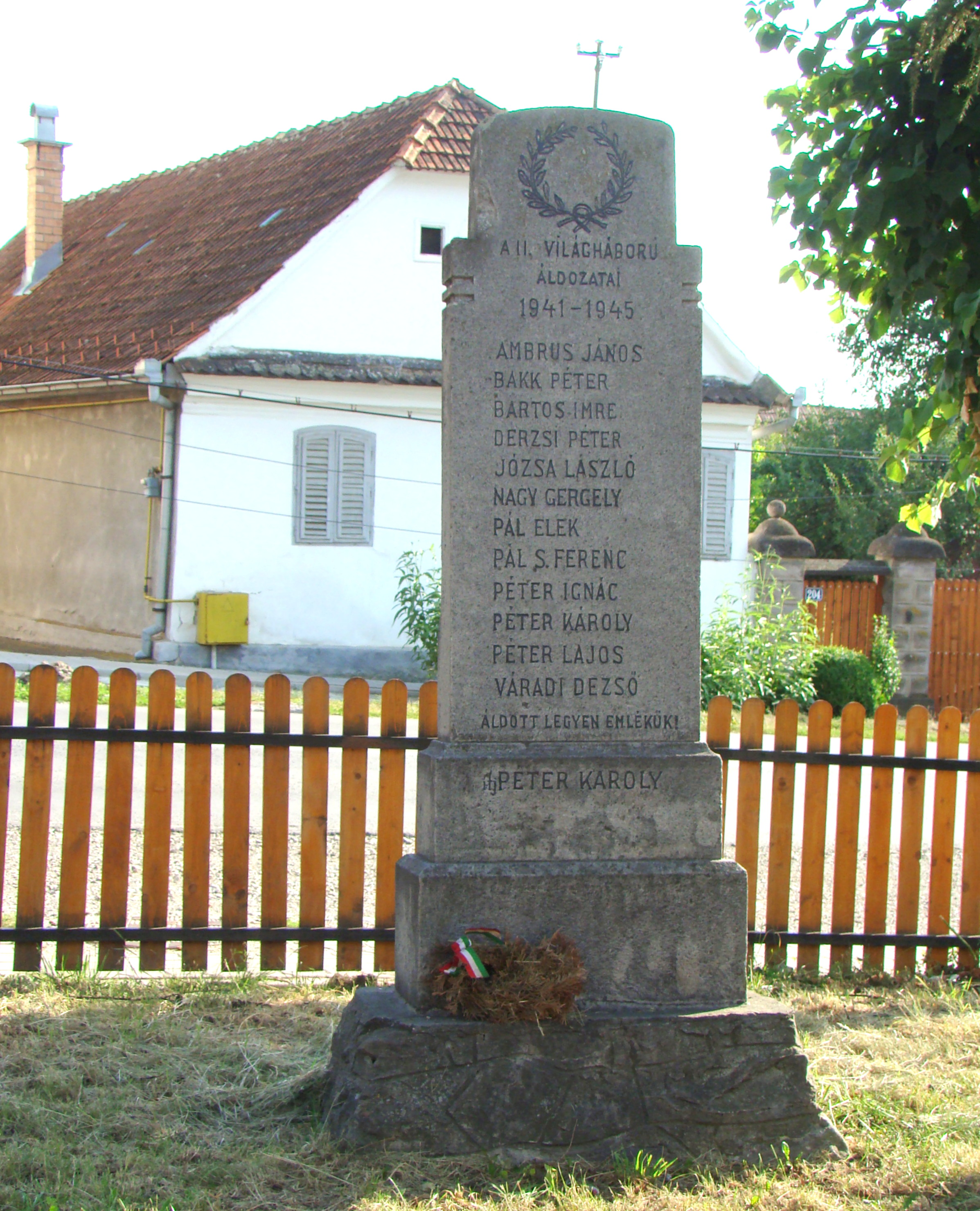
Monumentul eroilor
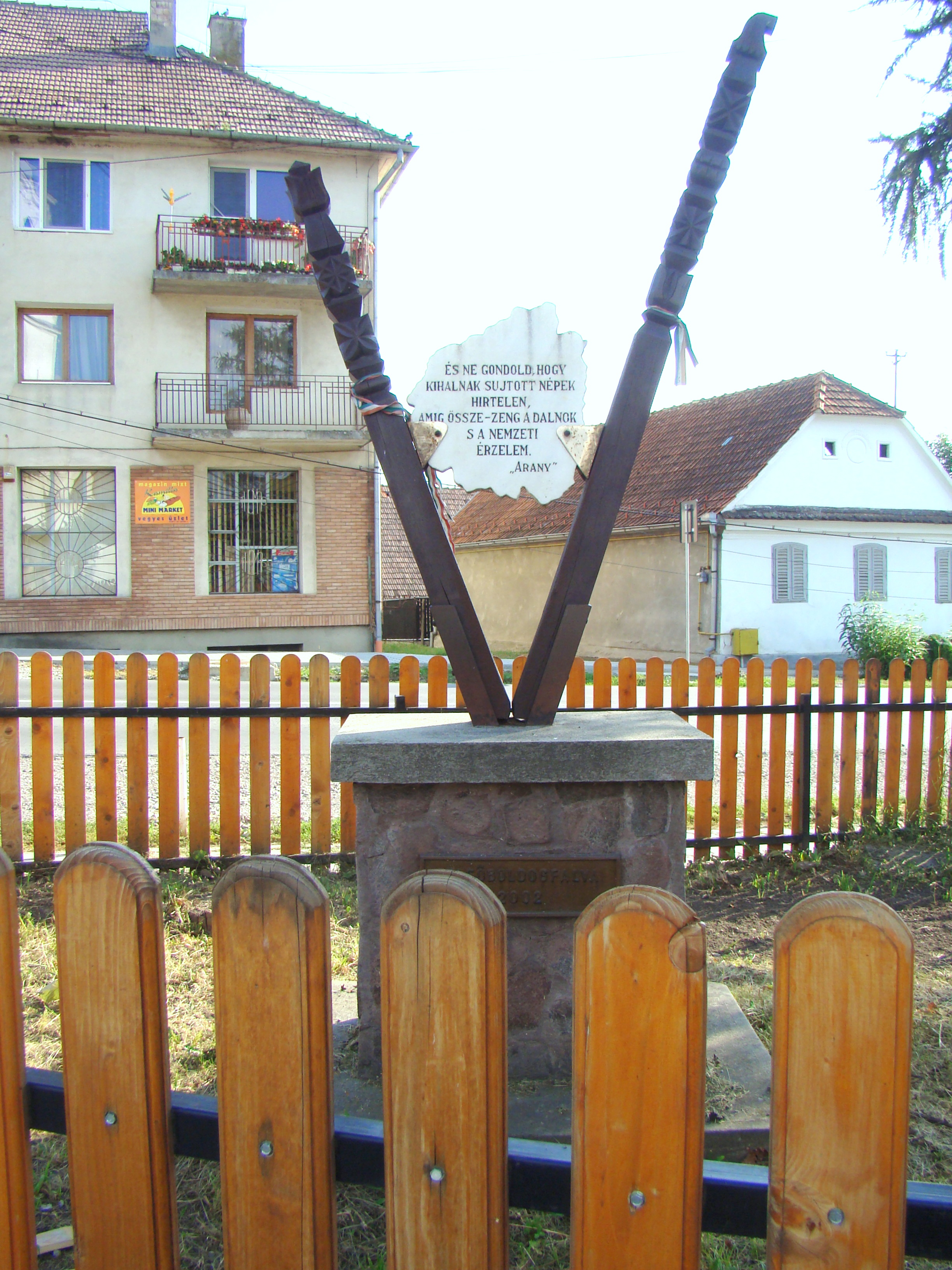
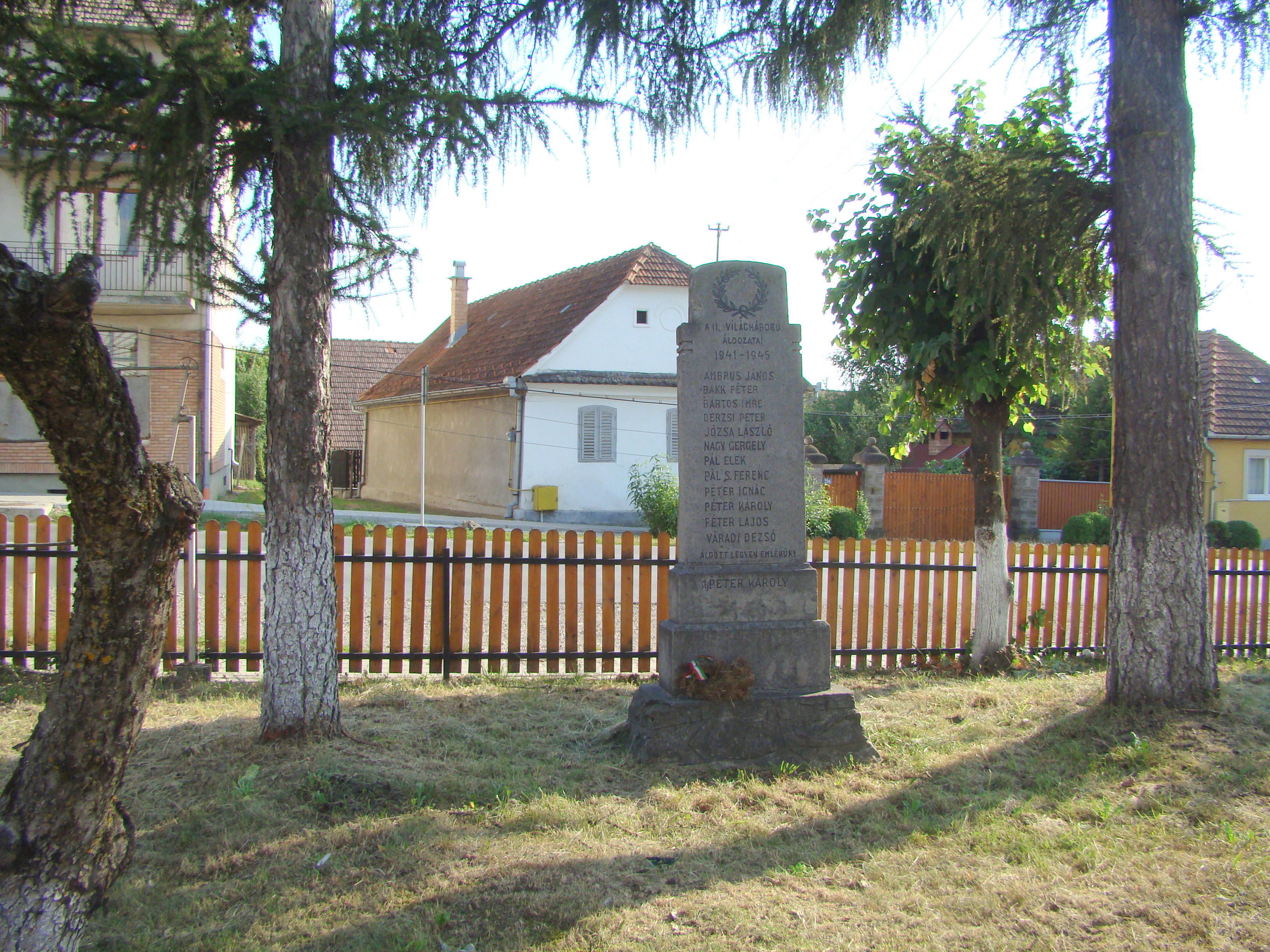

## Personalități
- Pall Arpad (1929 - 1997), demnitar comunist, deputat în Marea Adunare Națională